# Borsippa
Borsippa, Barsippa (sumerisch Ba-ad-DUR-si-a-ab-ba = Badursiabba (Horn des Meeres), akkadisch 1) Barzipa, 2) Tintir IIkum-KI (Zweites Babylon), 3) Kinnir, Kinunir (Ort des Kampfes), heutiges Birs Nimrud), nach dem mythischen König Nimrod, ist eine antike Stadt in Babylonien.

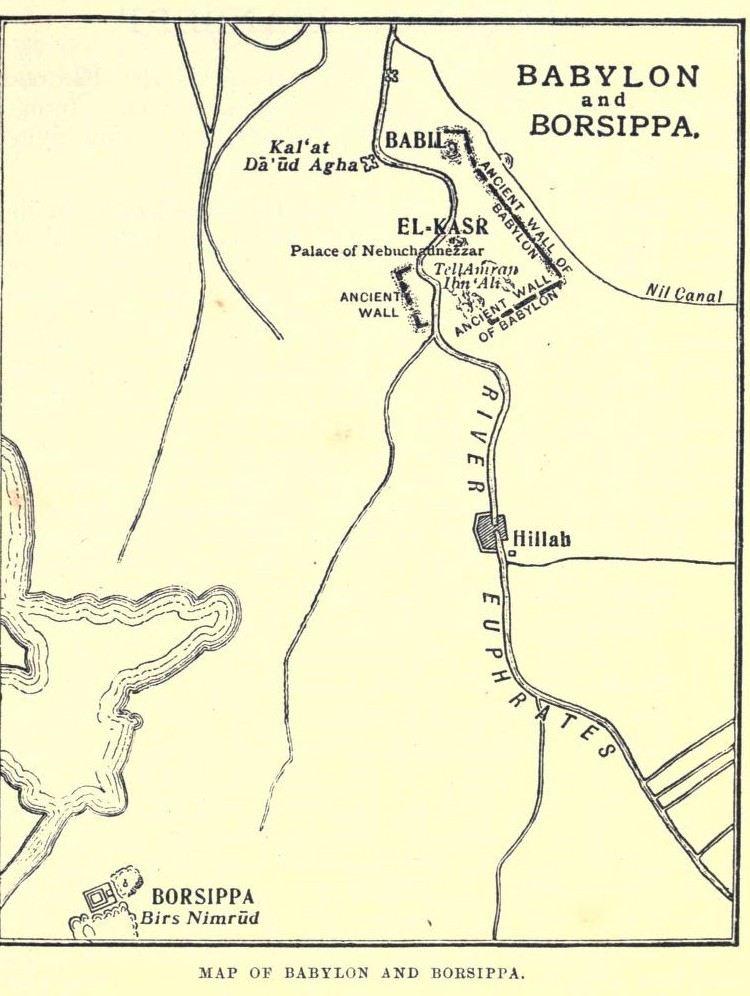
Karte von Babylon und Borsippa um 1900

Die Stadt, 20 Kilometer südwestlich von Babylon, befand sich in der Nähe eines großen Landsees, der als Meer (tamtu) bezeichnet wurde und im Nordwesten sowie Westen der Stadt lag. In südlicher Richtung verlief ein kleiner Seitenarm des Sees, der als Horn tituliert wurde. Borsippa lag unmittelbar am Horn des Meeres. Dieser Name wurde unter Hammurapi zur neuen Bezeichnung Barzipa zusammengezogen. Als schmückende Beinamen in religiösen Texten wurde die Stadt danach auch Zweites Babylon und Ort des Kampfes genannt.

## Geschichte
Besiedlungsspuren in Borsippa finden sich seit der Ur-III-Zeit (etwa 2050–1950 v. Chr.). Borsippa war zunächst das Kultzentrum des Gottes Tutu, der später von Nabu als Stadtgott abgelöst wurde. Borsippa, Stadt der Nachtsonne, galt als Kopie von Babylon, das als Pendant mit Stadt der Tagessonne betitelt wurde. Die Prozessionen wurden in enger Abstimmung begangen. Die Eigenständigkeit verlor Borsippa mit der Eroberung von Hammurapi und galt später im Marduk-Kult als Krone und Stadt vom Vater des Nabu, der die Aufsicht über die Stadt seines Sohnes hatte.
Als Kultzentrum hatte Borsippa seinem Gott Nabu ein Heiligtum – Ezida genannt – und den Stufenturm Euriminanki („Haus der sieben Befehlshaber des Himmels und der Erde“) errichtet. Mit Babylon war Borsippa durch einen Kanal verbunden. Aus Texten weiß man, dass die Stadt von einer Mauer, die den Namen „Gut ist ihre Umgebung“ trug, umschlossen war, die auch heute noch teilweise sichtbar ist. Die Mauer hatte zahlreiche Tore, die jeweils einem Gott zugeordnet waren. Borsippa besaß, wie Babylon, eine Prozessionsstraße. Seine Blütezeit hatte Borsippa während der Regentschaft des neubabylonischen Königs Nebukadnezar II.
In der Antike war Borsippa  Artemis und Apollon heilig. Borsippa war für die Produktion von Linnen bekannt.

## Archäologie
Erste Ausgrabungen an der Zikkurat gab es in der Mitte des 19. Jahrhunderts durch Henry Rawlinson. Nur 1879/80 unter Hormuzd Rassam und 1901/02 unter Robert Koldewey wurden in Borsippa systematische Grabungen durchgeführt, bis 1980 die österreichischen Ausgrabungen begannen, die unter der Leitung von Helga Trenkwalder stehen. Die archäologischen Untersuchungen während der Jahre 1980 bis 2000 wurden von Wilfrid Allinger-Csollich durchgeführt, welche sich auf die Erforschung des Tempels Ezida und der Zikkurat konzentrierten. In den Jahren 2001 und 2002 erfolgten Untersuchungen im Stadtgebiet von Borsippa  von Kai Kaniuth. Die Arbeiten wurden immer wieder von den Irak-Kriegen behindert, jedoch nie langzeitig unterbrochen. Trotzdem sind schon lange eine große Anzahl Keilschrifttafeln aus der Stadt bekannt. Die große und beeindruckende Ruine der Zikkurat des Nabu hielt man zuerst fälschlicherweise für den Turm zu Babel. Schon in späthebräisch-talmudischer Zeit wurde dieser Fehler gemacht, nicht zuletzt wegen falscher Maßangaben bei Herodot. Außerdem war der Turm weitaus besser erhalten als der „Schwesterturm“ in Babylon. Heute ist er immerhin noch 50 Meter hoch, obwohl er über Jahrhunderte als Steinbruch für Ziegel gedient hatte. Im Rahmen des dritten Irakkrieges wurden in Borsippa schwere Schäden angerichtet. Seit 2023 leiten Sandra Heinsch und Walter Kuntner die wieder aufgenommenen archäologischen Ausgrabungen im antiken Stadtgebiet von Borsippa.

## Belege
1. ↑  siehe auch Goldenes Horn von Konstantinopel
2. ↑  Strabo, Geographika 16,1,7
3. ↑  Strabo, Geographika 16,1,7

Koordinaten: 32° 23′ 31″ N, 44° 20′ 30″ O